# 58
58. је била проста година.

## Догађаји
- Битка код Бибракте

- Нерон се заљубио у Попеју, Криспинову жену. Нерон јој је послао свог пријатеља Марка Отона, који је приморао Попеју да се разведе од мужа и сам се оженио њом. Након тога Отона је послао га као гувернера у Лузитанију.
- око 51-58 - гувернер Британије Дидије Галус.
- Вицекраљ Британије Вераније (+58).
- 58-61 — Легат Британије Гај Светоније Паулин.
- Гнеј Домиције Корбуло је заузео Арташат, главни град Јерменије, током рата против Партије.